# Ernst von Grolman
Ernst Wilhelm Karl von Grolman (* 16. August 1832 in Berlin; † 15. April 1904 ebenda) war ein preußischer General der Infanterie.

## Leben

### Herkunft
Er war der Sohn von Wilhelm Heinrich von Grolman (1781–1856) und dessen Ehefrau Malwine, geborene Eimbeck (1804–1857). Sein Vater war Wirklicher Geheimer Rat, Kammergerichtspräsident und Major a. D.

### Militärkarriere
Grolman besuchte das Friedrich-Wilhelm-Gymnasium in Berlin und trat am 1. April 1849 als Fahnenjunker in das Kaiser Franz-Grenadier-Regiment der Preußischen Armee ein. 1857 wurde er Adjutant der 3. Garde-Infanterie-Brigade. Grolman nahm als Hauptmann und Adjutant beim Oberkommando der I. Armee am Kriege von 1866 teil, später wurde er Adjutant beim Generalkommando des X. Armee-Korps in Hannover. 1867 wurde er als Major zur preußischen Gesandtschaft nach München kommandiert. Am Krieg gegen Frankreich 1870/71 nahm er als Adjutant des Generals von Werder teil, 1871 stieg er zum Abteilungschef im Großen Generalstab auf, 1872 wurde er Generalstabschef des X. Armee-Korps, 1873 Kommandeur des 55. Infanterie-Regiments, ab 1874 befehligte er als Oberst das 3. Garde-Regiment zu Fuß, 1880 stieg er zum Generalmajor und Kommandeur der 55. Infanterie-Brigade auf, 1883 wurde er Direktor des Departements für das Invalidenwesen im Kriegsministerium und 1885 Generalleutnant. Am 14. Juni 1889 wurde Grolman mit Pension zur Disposition gestellt und zum Gouverneur das Invalidenhauses Berlin ernannt. Gleichzeitig war er in den Dienstalterslisten der Generale weiter zu führen. Am 27. Januar 1890 erhielt Grolman den Charakter als General der Infanterie. Anlässlich des 150-jährigen Bestehens des Invalidenhauses wurde er am 5. November 1898 mit dem Großkreuz des Roten Adlerordens mit Eichenlaub und Schwertern ausgezeichnet. Grolman beging am 25. August 1899 sein 50-jähriges Dienstjubiläum und wurde daher à la suite des 3. Garde-Regiments zu Fuß gestellt.
Er verstarb in Ausübung seines Dienstes und wurde auf dem Invalidenfriedhof in Berlin beigesetzt.

### Familie
Grolman hatte sich am 10. Oktober 1865 in Rentweinsdorf mit Hedwig Freiin von Rotenhan (* 8. Oktober 1847 in Rentweinsdorf; † 26. März 1923 in Potsdam) verheiratet. Aus der Ehe gingen folgende Kinder hervor:
- Hermann Wilhelm Heinrich (* 27. Oktober 1866 in Hannover;  † 5. Mai 1947 Halle a. d. S.), Landgerichtspräsident, Rechtsritter des Johanniterordens, ⚭ Felicie Hoffmann (* 13.10.1874 in Sorau/Niederlausitz; † 18.12.1946 in Halle/Saale)
- Wilhelm Ernst (* 1. Februar 1868 in München; † 9. Januar 1915 bei Souain-Perthes), preußischer Oberstleutnant
- Karl August Adolf (* 8. Januar 1872 in Berlin; † 29. März 1932 in Goslar), Ritterschaftsrat, Herr auf Gosda, Ritter des Johanniterordens ⚭ Irmgard von Rochow-Reckahn (* 20. August 1882; † 13. Dezember 1962)
- Heinrich Wolfram (* 23. Februar 1874 in Detmold; † 30. April 1933 Wiesbaden), preußischer Oberstleutnant ⚭ Elfriede de la Croix (* 17. August 1885; † 28. Mai 1951)
- Ernst (* 24. Dezember 1876 in Hannover; † 6. Februar 1878 ebenda)
- Marie Malwine Hedwig (* 8. Juli 1880 in Karlsruhe), Stiftsdame in Löbichau
- Elisabeth (* 14. November 1882 in Karlsruhe; † 28. Mai 1893 in Berlin)